# Gottfried von Waldeck
Gottfried von Waldeck (* um 1255/1260; † 14. Mai 1324), auch Gottfried von Minden genannt, war von 1304 bis 1324 Bischof von Minden.

## Leben
Er war der zweite Sohn des Grafen Heinrich III. von Waldeck und dessen Frau Mechthild von Cuyk-Arnsberg, einer Tochter des Grafen Gottfried III. von Arnsberg. Damit entstammte er dem Haus Waldeck. Gottfried, sein älterer Bruder Adolf und der jüngste, Otto, hatten bezüglich der Nachfolge ihres Großvaters Adolf I. einen Vertrag geschlossen, demgemäß derjenige Graf von Waldeck werden sollte, der Sophie (1264–1331), die Tochter des Landgrafen Heinrich I. von Hessen heiraten würde. Da diese Bedingung vom jüngsten Bruder erfüllt wurde, schieden Adolf und Gottfried nach Ottos Heirat (wohl im Jahre 1275) als Erben aus.
Beide traten in den geistlichen Stand ein. Gottfried wird 1279 als Kapitular des St.-Petrus-Stifts in Fritzlar erwähnt. Außerdem war er Domherr in Köln, Lüttich, Utrecht, Würzburg sowie Thesaurar in Münster.
Im Jahr 1304 wurde er zum Bischof von Minden gewählt. Noch im selben Jahr ließ er eine Bistumssynode abhalten, die sich gegen die Übertretung der Kirchengesetze wandte. Insbesondere wandte diese sich gegen den Bruch des Zölibats von Weltpriestern: diejenigen, die sich notorisch Konkubinen hielten, sollten suspendiert werden und ihre Pfründen verlieren. Im Jahr 1305 musste er mit Zustimmung des Domkapitels die Burg Staygerberch – Burg Steyerberg – verpfänden, um mit dem Geld eine bisher verpfändete andere Burg auszulösen. Ebenfalls 1305 begann er mit dem völligen Neubau der Burg Petershagen. Diese war ursprünglich zum Schutz gegen die Grafen von Hoya gedacht und mit Ministerialen des Bischofs bemannt. 
Wegen des Streits zwischen Gottfried und der Bürgerschaft von Minden um bestimmte Ämter sah sich Gottfried gezwungen, seine Residenz nach Petershagen zu verlegen (die Burg blieb auch nach Gottfrieds Tod Residenz der Bischöfe). Die Bürger schlossen sogar ein Beistandsabkommen mit Graf Adolf VI. von Schaumburg und Graf Gerhard II. von Hoya, das notfalls auch eine Belagerung von Petershagen vorsah. Dazu kam es aber nicht, da in der Zwischenzeit der Ritter Heinrich von Münchhausen heimlich auf der Weserinsel Laswerder eine Burg errichtet hatte und sich Adolf von Schaumburg mit Gottfried und etwas später auch mit Gerhard von Hoya gegen Heinrich von Münchhausen verbündete. Damit war der Vertrag mit den Bürgern von Minden hinfällig. Der Konflikt zwischen Bischof und Stadt Minden konnte 1311 vor diesem Hintergrund beigelegt werden. 
Nach seinem Tod wurde Gottfried hinter dem St.-Petrus-Altar im Dom zu Minden beigesetzt.